# Desaparición de Kirsa Jensen
Kirsa Jensen (nacida el 15 de diciembre de 1968) era una adolescente neozelandesa residente en la localidad de Napier que desapareció de su hogar mientras estaba fuera montando a caballo. No regresó a casa esa noche y no se la ha vuelto a ver desde entonces. Su caballo fue encontrado vagando cerca del río Tutaekuri, pero apenas se encontraron rastros de Jensen y el caso sigue sin resolverse. La policía cree que Jensen fue secuestrada y asesinada. El caso es uno de los pocos misterios de asesinato sin resolver de Nueva Zelanda y significativo en el contexto neozelandés.

## Desaparición
Alrededor de las 15 horas del 1 de septiembre de 1983, Kirsa recogió su caballo para dar un paseo vespertino hasta una playa local. El último avistamiento confirmado fue el de Kirsa, con la cara ensangrentada, y su caballo cerca de un antiguo emplazamiento de cañones de la Segunda Guerra Mundial en la desembocadura del río Tutaekuri. También se la vio hablando con un hombre en un vehículo utilitario blanco hacia la misma hora.

### Búsqueda
Cuando Kirsa no regresó a casa a las 17:30, su familia empezó a buscarla y alertó a la policía poco después. Aunque se localizó su caballo, la policía y los voluntarios siguieron buscándola durante los días siguientes, incluso por el río y otros cursos de agua de la zona, sin encontrar ningún rastro de la joven desaparecida.
El 6 de septiembre, un periódico de Napier ofreció una recompensa de 5 000 dólares por cualquier información que permitiera recuperar a Kirsa. Varios psíquicos y médiums intentaron ayudar a la policía, pero el agente encargado de la investigación los calificó posteriormente de inútiles.

### El hombre del utilitario blanco
Una de las informaciones más importantes recibidas fue la de un transeúnte que vio a una chica que correspondía a la descripción de Kirsa junto al emplazamiento del arma, sostenida a distancia por un hombre europeo de aproximadamente 1,80 metros de altura y 45-50 años de edad.
El mismo testigo también observó un vehículo utilitario blanco con laterales marrones que estaba aparcado cerca. Otro testigo se detuvo y habló con Kirsa en el emplazamiento del cañón, quien se fijó en su cara ensangrentada, que, según le dijo, se había producido al caerse del caballo. Kirsa informó al testigo de que alguien había ido a recoger a sus padres y que esperaba que llegaran en breve.
Otro testigo informó a la policía de que, aproximadamente a las 16:30 horas, se había cruzado con un vehículo utilitario blanco que salía del puente. El conductor fue descrito como un varón blanco de pelo castaño, de unos 20-30 años de edad. Tenía el brazo alrededor de los hombros de la pasajera y conducía con una sola mano. El caballo de Kirsa, "Commodore", fue visto por varios testigos después de esto, atado al emplazamiento del cañón.

### Caso abierto
El principal sospechoso era John Russell, que ya tenía una condena por violación. Se identificó ante la policía como el hombre que fue visto con Jensen en el emplazamiento de armas. La policía investigó su casa y su camioneta, pero no se encontraron pruebas de que Kirsa hubiera estado allí. En 1985, Russell confesó haber asesinado a Jensen, pero más tarde se retractó. No se presentaron cargos.
En 1992, Russell se suicidó en una casa de huéspedes de Hastings tras acudir al centro psiquiátrico del hospital Lake Alice en busca de ayuda por una dolencia. No dejó ninguna nota explicando por qué se suicidó. El caso sigue abierto y en 2009 el oficial a cargo dijo que probablemente había más pruebas para sugerir que Russell no estaba involucrado a que lo estuviera.
En 1999, un hombre de Melbourne (Australia) confesó a la policía que había matado a Jensen, pero también resultó infundado.
En 2012, unos obreros descubrieron huesos humanos en la zona e inicialmente pensaron que eran de Jensen. El examen reveló que eran demasiado viejos.

### Avances en la ciencia forense
Según los medios de comunicación, los continuos avances de la ciencia forense han aumentado las posibilidades de resolver el caso Jensen, entre ellos el muestreo de polen y las nuevas técnicas de detección de ADN.

## Legado

### Apoyo a las víctimas
En 2009, Robyn Jensen, la madre de Jensen, trabajaba como orientadora escolar y tenía una consulta privada. Dijo que quería ofrecer un lugar donde los padres de niños asesinados pudieran ponerse en contacto con otros que hubieran sufrido un trauma semejante, hablar, hacer preguntas y recibir terapia y trabajo en grupo. En 2003, Robyn realizó un estudio pionero para su máster titulado "The grief experiences of parents who have lost a child through violent crime", que exploraba este ámbito de apoyo a las víctimas.

### Monumentos conmemorativos
La comunidad local erigió una placa conmemorativa y plantó un árbol pohutukawa en el lugar de la desaparición de Jensen. En 2006, el árbol fue dañado por vándalos. La iglesia de San Agustín de Napier, donde el padre de Jensen era ministro en el momento de su desaparición, tiene una capilla dedicada a ella.

### Beca del Fondo Fiduciario
El Fondo Fiduciario creado inicialmente para ayudar en la búsqueda pidió a la Universidad Massey que administrara una parte de los fondos para conceder una beca a los estudiantes que iniciaran el tercer, cuarto o quinto año de la licenciatura en Veterinaria. El premio tiene en cuenta tanto la necesidad como el rendimiento académico.

### Artes
El legado de la desaparición de Jensen también se ha dejado sentir en el mundo de las artes: Stuart MacKenzie, crítico cinematográfico de la película neozelandesa For Good, de 2003, afirmó que la película traería a la memoria de la gente el caso. Jensen también fue uno de los nombres de la obra de arte en técnica mixta Fifteen Murders of Fame, de Wilson O'Halloran, de 2004.

### Medios de comunicación
En noviembre de 2017, un podcast de la serie The Lost de Radio New Zealand presentó el caso.